# Strýčice
Obec Strýčice (něm. Stritschitz) se nachází v okrese České Budějovice v Jihočeském kraji, zhruba 16 km zsz. od Českých Budějovic. Leží na západním okraji Českobudějovické pánve (podcelek Blatská pánev, okrsek Zlivská pánev), při soutoku Lužického a Babického potoka. Žije zde 56 obyvatel.
V obci sídlí základní škola prvního i druhého stupně se spádovostí pro široké okolí (24 vesnic)

## Historie
| Rok            | 1869 | 1880 | 1890 | 1900 | 1910 | 1921 | 1930 | 1950 | 1961 | 1970 | 1980 | 1991 | 2001 | 2011 |
| -------------- | ---- | ---- | ---- | ---- | ---- | ---- | ---- | ---- | ---- | ---- | ---- | ---- | ---- | ---- |
| Počet obyvatel | 92   | 91   | 88   | 78   | 74   | 80   | 83   | 64   | 91   | 102  | 75   | 59   | 50   | 58   |

První písemná zmínka o vsi (Strischicz) pochází z roku 1292, kdy král Václav II. poskytl klášteru ve Vyšším Brodě náhradou za Němčice a další majetek mimo jiné právě vesnici Strýčice s kostelem.
Ves byla až do poloviny 20. století národnostně německá, kupříkladu před první světovou válkou bylo ze 74 obyvatel 72 Němců a 2 Češi. Podle Strýčic (neboť zde byla farní správa) se nazýval i zdejší jazykový ostrov. Kromě nich do něj spadaly i Dobčice, Holašovice, Lipanovice, Radošovice a Záboří. Někdy jsou do něj zařazovány i Chvalovice, Horní a Dolní Chrášťany a Babice.
Po zrušení poddanství vyšebrodskému klášteru náležely Strýčice od roku 1850 do roku 1949 k obci Záboří, poté od roku 1950 do poloviny roku 1985 tvořily část obce Radošovice, mezi 1. červencem 1985 a 23. listopadem 1990 spadaly pod obec Žabovřesky. Od 24. listopadu 1990 jsou Strýčice samostatnou obcí.
Tato obec byla (spolu se sousední obcí) do listopadu 2018 jedním z případů, kde nebyl dořešen požadavek zákona o obcích, podle něhož obec má být tvořena jedním nebo více celými katastrálními územími. Obec Strýčice neměla samostatné katastrální území, území obce bylo tvořeno částí katastrálního území Radošovice u Českých Budějovic, jehož zbylá část patřila k obci Radošovice. Teprve 19. listopadu 2018 bylo vyčleněno katastrální území Strýčice, které bylo 23. listopadu 2018 přiřazeno obci Strýčice.

## Pamětihodnosti

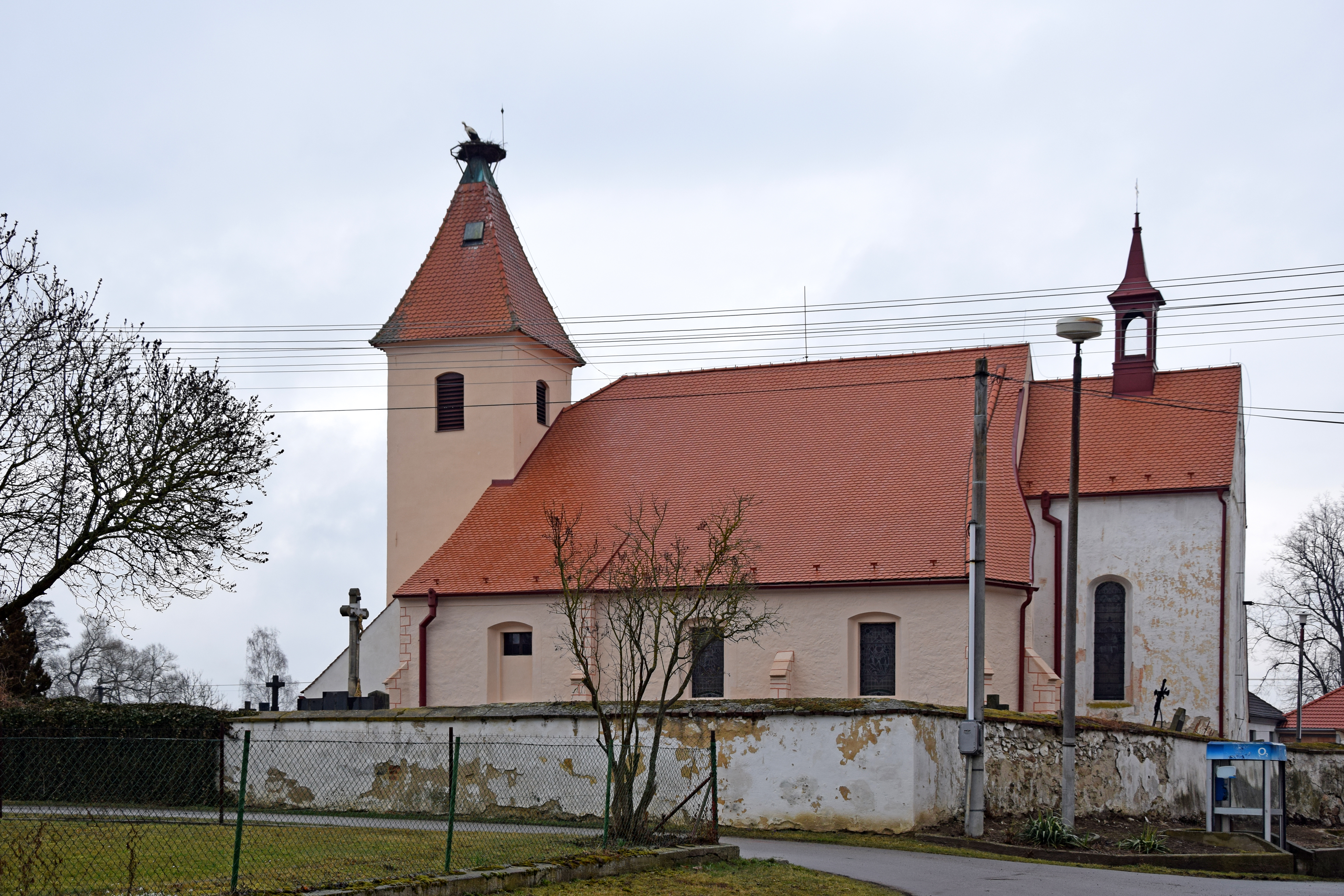
Kostel svatých Petra a Pavla

- Farní kostel sv. Petra a Pavla, stojí, obklopen hřbitovem uprostřed vsi. V jádru jednolodní románská stavba s pravoúhlým presbytářem byla v pozdně gotickém období zvýšena a rozšířena o pětiboce ukončenou loď po jižní straně. Ze západního průčelí vystupuje hranolová věž s dochovaným zvonem z roku 1585; její špice je obydlena čapím hnízdem. Kostel je kulturní památkou od roku 1963.[10]
- Vodní mlýn č. p. 4 (Reitingerův mlýn), technická památka s dochovaným funkčním mlýnským zařízením (v provozu do roku 1975). Mlýn je kulturní památkou od roku 1986.[11]
- Školní muzeum, dokumentující na dobových předmětech každodenní život na venkově v minulosti (přístupno příležitostně nebo na požádání)